# Movimiento por la Izquierda
El Movimiento de la Izquierda (en italiano: Movimento per la Sinistra, abreviado MpS) fue un partido político italiano de ideología socialista y comunista liderado por Nichi Vendola.

## Historia
MpS surgió como una escisión del Partido de la Refundación Comunista (PRC) a partir de la corriente "Refundación por la Izquierda" (Rifondazione per la Sinistra, RpS), que apoyó a Nichi Vendola para la Secretaría General en 2008, siendo finalmente derrotado por Paolo Ferrero. RpS apoyaba la creación junto a socialistas, verdes y radicales de frentes que unieran a la izquierda, como La Izquierda - El Arco Iris, tanto en Italia como en Europa.
En enero de 2009 cambios dentro del periódico del PRC, Liberazione, y la decisión de Ferrero de que el partido concurriera en solitario a las elecciones al Parlamento Europeo de 2009 causó fuerte malestar en RpS. El 24 de enero de 2009 el grupo de Vendola, incluyendo a Franco Giordano, Gennaro Migliore y Alfonso Gianni, abandonaron el PRC para crear Movimiento por la Izquierda; un pequeño sector de RpS decidió mantenerse dentro del PRC. 
Desde su fundación el objetivo de MPS fue formar un nuevo partido junto a otros grupos de izquierda, incluyendo a Izquierda Democrática, Unir la Izquierda y Unidos a la Izquierda. También se incluiría en este frente a la Federación de los Verdes, pero no al Partido de los Comunistas Italianos (PdCI).
El 16 de marzo de 2009, MpS se integra en una lista electoral conjunta de cara a las elecciones europeas de 2009 llamada Izquierda y Libertad con Los Verdes, Izquierda Democrática, Unir la Izquierda y el Partido Socialista con el fin de superar el umbral del 4 % introducido recientemente en la ley electoral. De acuerdo con Vendola, tal coalición podría convertirse en un aliado estable y fiable para Partido Democrático. Finalmente la lista no obtuvo representación.
El 22 de octubre de 2010, Izquierda y Libertad, rebautizado Izquierda Ecología Libertad, se constituyó como partido político junto a otros partidos y movimientos políticos (Izquierda Democrática, Unir la Izquierda y Asociación Ecologistas).